# Pudong
Pudong (Chinês simplificado: 浦东; Chinês tradicional: 浦東; Pinyin: Pǔdōng), oficialmente conhecido como Pudong New Area (浦東新區, pinyin: Pǔdōng Xīn Qū), é um distrito de Xangai, China. Desde que a área começou a ser desenvolvida em 1990 quando os planos foram anunciados, Pudong tem emergido como o centro financeiro e comercial da China. Pudong abriga importantes marcos arquitetônicos como a Jin Mao Tower, a Oriental Pearl Tower e o Shanghai World Financial Center.

## Localização e geografia

Localização de Pudong na cidade de Xangai.

Pudong significa literalmente "Leste do (Huang)pu" a área de Pudong é limitada pelo Rio Huangpu no oeste e pelo Mar da China Oriental no leste. Pudong tem uma área de 522,8 km² e uma população de aproximadamente 1,5 milhões de pessoas. Pudong contrasta com Puxi, a parte velha de Xangai e a margem leste do Rio Huangpu, que é dividida em vários distritos administrativos. Como Pudong é um distrito geográfico muito grande, no futuro a área poderá ser dividido em distritos menores.

## Governo
O governo de Pudong possui um status equivalente ao de sub província, o que confere uma certa autonomia em relação à prefeitura de Xangai. Isso se deve ao tamanho de Pudong e importância que essa zona econômica tem para a China.

## Economia

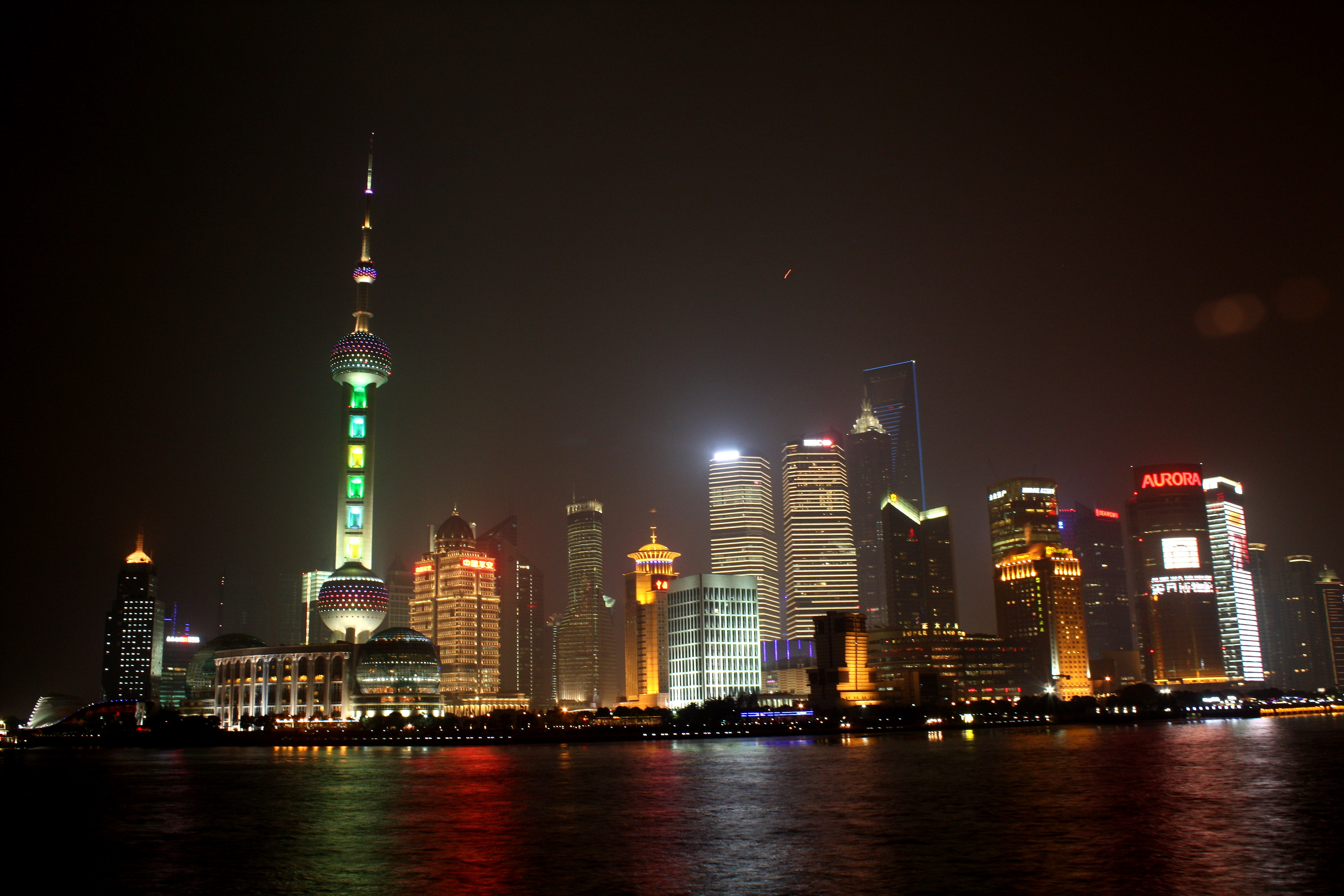
Centro financeiro Lujiazui em Pudong, Xangai

Pudong era uma área de cultivo no meio rural até 1990, quando o governo chinês decidiu implantar uma Zona Econômica Especial no distrito. A parte ocidental do distrito de Pudong foi planejada para ser o novo centro financeiro da China moderna chamada Lujiazui Finance and Trade Zone. Alguns edifícios construídos em Lujiazui durante a década de 90 se tornaram verdadeiros marcos e representam a prosperidade da área. Os principais são a Oriental Pearl Tower e a Jin Mao Tower.
O produto interno bruto de Pudong foi estimado em RMB 210,88 bilhões (USD 25,5 bilhões) em 2005.
Waigaoqiao é a maior zona franca China Continental cobrindo aproximadamente 10 km² no nordeste de Pudong. The Jinqiao Export Processing Zone é a maior área industrial de Pudong cobrindo 19 km².  Zhangjiang Hi-tech Park é a área de tecnologia e empresas cobrindo 17 km²  na área central de Pudong.

## Transporte
O Aeroporto Internacional de Pudong - Xangai foi inaugurado em 1999, no mesmo ano em que a linha 2 do Metrô de Xangai começou a operar entre Puxi (margem ocidental do rio) e Pudong. Um maglev começou a operar em 2004, o transrapid de Xangai transporta passageiros entre o aeroporto e a estação de metrô de Long Yang Road.
Pudong é conectado a Puxi por alguns túneis e cinco grandes pontes. A primeira das cinco pontes é a Nanpu Bridge (1991)  seguida pela Yangpu Bridge (1993). A Xupu Bridge foi aberta em 1996.  A última delas a ser inaugurada foi a Lupu Bridge, que se tornou a maior ponte arqueada quando concluída em 2002. Dois novos túneis ligando Lujiazui a Puxi estão sendo construídos.